# Annio Bignardi
Annio Bignardi (Bondeno, 18 aprile 1907 – Ferrara, giugno 1985) è stato un politico e dirigente sportivo italiano.
Nel 1941 divenne presidente della Confederazione fascista dei lavoratori dell'agricoltura. Nella riunione del Gran Consiglio del Fascismo del 25 luglio 1943 votò a favore dell'ordine del giorno Grandi.
Fu condannato a morte in contumacia dal tribunale di Verona.
Nel dopoguerra ha ricoperto cariche in associazioni sportive dopo essere stato, dal 1939 al 1941, presidente della SPAL.